# Верхній Жилибулак
Верхній Жилбула́к (каз. Жоғарғы Жылыбұлақ) — село у складі Казигуртського району Туркестанської області Казахстану. Входить до складу Жанабазарського сільського округу.
У радянські часи село називалось Жельбулак.
Населення — 691 особа (2021; 674 у 2009, 614 у 1999, 451 у 1989).